# Алекс Бальбоа
Алехандро Бальбоа Бандейра (ісп. Alejandro Balboa Bandeira; нар. 6 березня 2001, Віторія, Іспанія) — гвінейський футболіст, півзахисник іспанського клубу «Алавес Б» та національної збірної Екваторіальної Гвінеї.

## Ранні роки
Алекс Бальбоа народився в іспанському місті Віторія в родині вихідців з Екваторіальної Гвінеї. Його дід по материнській лінії походив з Сан-Томе і Принсіпі.

## Клубна кар'єра
Футболом розпочав займатися в 4-річному віці в команді рідного міста «Ауррера-де-Віторія». Потім на юнацькому рівні виступав за «Депортіво Алавеса». У сезоні 2020/21 років перейшов до клубу іспанської Терсери футбольного клубу «Сан-Ігнасіо», будучи проміжною сходинкою між Ювенілом «А» та Депортиво Алавес «Б», який фактично є проміжною ланкою між молодіжною командою та «Депортіво Алавесом Б».
29 січня 2021 року підписав контракт з «Депортіво Алавесом В». Того ж року дебютував за першу команду в переможному (3:0) матчі першого раунду Кубку Іспанії проти «Унамі Клубу Полідепортіво».

## Кар'єра в збірній
У футболці національної Екваторіальної Гвінеї дебютував 7 вересня 2021 року у переможному (1:0) поєдинку проти Мавританії.
Опинився в списку гравців, які вперше в історії Екваторіальної Гвінеї поїхали на кубок африканських націй 2021 року.

## Статистика виступів

### Клубна
Станом на 29 жовтня 2021.
| Сезон             | Команда           | Чемпіонат         | Чемпіонат | Чемпіонат | Нац. кубок | Нац. кубок | Нац. кубок | Конт. кубок | Конт. кубок | Конт. кубок | Інші кубки | Інші кубки | Інші кубки | Загалом | Загалом |
| Сезон             | Команда           | Змаг.             | Матчі     | Голи      | Змаг.      | Матчі      | Голи       | Змаг.       | Матчі       | Голи        | Змаг.      | Матчі      | Голи       | Матчі   | Голи    |
| ----------------- | ----------------- | ----------------- | --------- | --------- | ---------- | ---------- | ---------- | ----------- | ----------- | ----------- | ---------- | ---------- | ---------- | ------- | ------- |
| 2020-січ. 2021    | «Сан-Ігнасіо»     | ТД                | 11        | 2         |            | -          | -          |             | -           | -           |            | -          | -          | 11      | 2       |
| січ.-тр. 2021     | «Алавес Б»        | СДВ               | 15        | 0         |            | -          | -          |             | -           | -           |            | -          | -          | 15      | 0       |
| 2021-2022         | «Алавес Б»        | ТДР               | 10        | 0         |            | -          | -          |             | -           | -           |            | -          | -          | 10      | 0       |
| Усього за кар'єру | Усього за кар'єру | Усього за кар'єру | 36        | 2         |            | -          | -          |             | -           | -           |            | -          | -          | 36      | 2       |

### У збірній

#### По роках
Станом на 7 вересня 2021
| Екваторіальна Гвінея | Екваторіальна Гвінея | Екваторіальна Гвінея |
| Рік                  | Матчі                | Голи                 |
| -------------------- | -------------------- | -------------------- |
| 2021                 | 1                    | 0                    |
| Загалом              | 1                    | 0                    |

#### По матчах
| Дата       | Місто   | Господарі            | Результат | Гості                | Турнір            | Голи | Примітки |
| ---------- | ------- | -------------------- | --------- | -------------------- | ----------------- | ---- | -------- |
| 7-9-2021   | Малабо  | Екваторіальна Гвінея | 1 – 0     | Мавританія           | Відбір до ЧС 2022 | -    | 84'      |
| 10-10-2021 | Лусака  | Замбія               | 1 – 1     | Екваторіальна Гвінея | Відбір до ЧС 2022 | -    | 88'      |
| 13-11-2021 | Малабо  | Екваторіальна Гвінея | 1 – 0     | Туніс                | Відбір до ЧС 2022 | -    | 89'      |
| 16-11-2021 | Нуакшот | Мавританія           | 1 – 1     | Екваторіальна Гвінея | Відбір до ЧС 2022 | -    | 27' 46'  |
| Усього     |         | Матчів               | 4         |                      | Голів             | 0    |          |

## Особисте життя
Двоюрідним братом Алекса є колишній футболіст мадридського «Реала» Хав'єр Бальбоа, який також грав за збірну Екваторіальної Гвінеї.